# Střelenský tunel
Střelenský tunel je železniční tunel č. 263 na katastrálním území Střelná na úseku železniční trati Hranice na Moravě – Púchov mezi zastávkami  Střelná a Strelenka (SK) v km 23,121–23,420.

## Historie
Trať byla vybudována ve čtyřech etapách mezi lety 1884 – 1937. Na úseku Hranice na Moravě – Valašské Meziříčí byl zahájen provoz 1. listopadu 1884, v úseku Valašské Meziříčí – Vsetín 1. července 1885, Vsetín – Horní Lideč 21. října 1928 a Horní Lideč – Púchov 2. května 1937. Dne 15. května 1938 byla zprovozněna přeložka tratě v Hranicích na Moravě.
Stavba tunelu byla zahájena v květnu 1935 firmami Bohuslav Krýsa z Ostravy a Posista Praha pod vedením ing. Dahintera a stavitele J. Vozihnoje. Ražba byla prováděna rakouskou metodou a byl proražen 3. prosince 1935. První vlak jím projel 3. prosince 1936.
V období od září 2011 do září 2015 byla provedena rekonstrukce kolejového svršku a rekonstrukce tunelu v úseku od km 21,085 (státní hranice ČR/SR) do km 27,271 pro kolej č. 1, včetně zabezpečovacího zařízení a zřízení nového nástupiště v zastávce Střelná, a od km 22,480 do km 23,750 pro kolej č. 2, včetně oprav a vybudování propustků a mostů, sanace tunelu a předportálových zárubních zdí.

## Geologie
Oblast se nachází v geomorfologickém celku Javorníky a Bílé Karpaty (jih). Z geologického hlediska se nachází v oblasti magurské skupiny flyšového pásma, které je tvořeno flyšem (střídání pískovců a jílovců).
Tunel je vyražen v horninovém prostředí, které je tvořeno vrstevnatými břidlicemi, proložené lavicemi pískovce, místy s jílovou vrstvou.
Tunel leží v Lyském průsmyku v nadmořské výšce 520 m a je dlouhý 298,17 m.

## Popis
Dvoukolejný elektrizovaný tunel byl postaven pro železniční trať Hranice na Moravě – Púchov mezi zastávkami Střelná – Strelenka (Slovensko). Tunelová trouba se skládá z 35 tunelových pasů o průměrné délce 7,85 m. Ve vzdálenosti 30–40 m od sebe je umístěno čtrnáct únikových výklenků. Tunel je vyzděn žulovými bloky, místy doplněn pískovcovými bloky. Nadvýlomy byly vyplněny mezerovitým betonem. Plošná asfaltová hydroizolace byla chráněna 300 mm tlustou vrstvou betonu. Neizolovaná protiklenba je tvořena kamenným záhozem, který byl prolit betonem.
K portálům přiléhají předportálové zárubní zdi. U výjezdového portálu (západní) jsou zárubní zdi rozepřeny železobetonovými žebry se šikmými náběhy. Zdi v celkové délce 187 m jsou rozděleny na 31 částí po cca šesti metrech, mají šest párů únikových výklenků a jejich výška klesá od portálu, kde je vysoká 9,15 m, směrem ke Střelné do výšky 0,75 m. U vjezdového portálu zárubní zdi nejsou rozepřeny, jsou rozděleny na 13 dilatačních celků o proměnlivé šířce 3–13 m. Také výška zárubních zdí je proměnná, od portálu, kde je nejvyšší 9 m, klesá do úrovně kolejiště. Celková délka je 120 m.

### Rekonstrukce tunelu
V 2011–2013 byl tunel sanován firmou Subterra. V místech dělicích spár, kde docházelo k zatékání, byla provedena nová drenáž pomocí svodnic. Z ostění byla vysokotlakým vodním paprskem odstraněna vrstva degradovaného povrchu, nově bylo provedeno spárování a sepnutí trhlin v obezdívce.
Značně narušené zárubní zdi byly celoplošně odfrézovány do hloubky 200 mm. Následně byly osazeny trny v rastru 0,5 × 0,5 m, na které byly zavěšeny výztužné nekovové keramzitní sítě, a překryty stříkaným betonem o tloušťce 150 mm. V dilatačních spárách byly usazeny svodnice v nově proříznutých spárách o hloubce 200 mm se zaústěním do středové stoky. Odvodňovací systém byl pročištěn tlakovou vodou. Stejný postup sanace byl použit u portálů tunelu.
V tunelu a v přilehlé části bylo poprvé v České republice použito technické řešení pevné jízdní dráhy (PJD) systému ÖBB-PORR v délce 415,760 m. Jedná se o patent rakouských spolkových drah a firmy PORR Bau GmbH, konstrukce železničního svršku bez štěrkového lože.